# Siaosi Manini
Siaosi Manini ou George Marina est un commerçant métis de père espagnol et de mère hawaïenne. Pratiquant le commerce des holoturies à Wallis, il s'implique dans les luttes politiques locales et finit assassiné en janvier 1832 après avoir soutenu le chef Takala contre le roi coutumier de Wallis Soane Patita Vaimua.

## Biographie
La mère de Siaosi Manini se nomme Taupe et est originaire d'Oahu ; son père, l'espagnol Don Francisco de Paula Marin, est l'un des premiers colons européens à Hawaï. Siaosi Manini visite Wallis (îlot Fenuafo'ou) en 1825 à bord du Kamahalolani et est accueilli par la reine Toifale. En 1826, il possède un hotel à Honolulu et y construit sa maison. Il s'implique dans le commerce des holothuries (bêches de mer) avec la Chine « pour le compte d’Aluhi, un riche commerçant hawaien d’Oahu ». Il est propriétaire associé de deux bricks, le Chinchilla et le Kamahalolani. Entre 1828 et 1830, ses navires sillonnent les îles Fidji.
Manini a déjà joué un rôle dans les guerres entre chefs aux Fidji et Samoa en vendant des armes à feu aux chefs rivaux et est décrit comme ayant des ambitions « napoléoniennes ». En 1829, il débarque au sud de Wallis est accueilli par le chef Takala. Peu après, il épouse Kahoila, une fille de Takala. Ses hommes épousent également des wallisiennes.
L'année suivante, Manini emmène son équipage, leurs épouses wallisiennes et Takala jusqu'à Hawaï. Il arrive à Honolulu le 2 août 1830 à bord du Kamahalolani. D'après l'historien hawaïen Samuel Kamakau, c'est la première fois que des Wallisiens sont vus à Hawaï et, pour les Wallisiens, c'est la première fois qu'ils visitent une ville construite à l'européenne. Désirant créer un comptoir commercial à Wallis, Manini recrute un équipage d'une soixantaine de marins composé majoritairement de Hawaïens, ainsi que de Tahitiens, d'Américains et « bien d'autres nationalités » pour la pêche des bêches de mer. Le consul américain d'Oahu, J. Coffin Jones, soutient et finance son entreprise.
Au début de l'année 1831, Manini et son équipage reviennent à Wallis, à bord du Harriet Blanchard. Ils accostent sur l'îlot Nukuatea, où ils sont accueillis chaleureusement. Le lendemain, après des négociations et une cérémonie du kava, et Manini achète l'îlot Nukuatea à Takala en échange de pacotille (couteaux, haches, tissus et autres objets divers). Manini et ses hommes installent sur l'îlot une grande maison-forteresse équipée d'un canon, un atelier de préparation et de stockage des bêches de mer et une trentaine de huttes pour loger les travailleurs. « Dès lors, les Européens se considèrent propriétaires à la mode occidentale de l'île et essayent de s'en réserver l'usage. Or, ce mode de possession exclusif n'existe pas dans la société traditionnelle wallisienne et les altercations commencent ». La collecte de la bêche de mer a lieu : les plongeurs wallisiens collectent une centaine de paniers en deux mois, ainsi que des nacres et des écailles de tortue. Manini et l'essentiel de son équipage partent vendre la cargaison en Chine. Le 28 juin 1831, le Harriet Blanchard revient à Wallis, peu après que l'autre navire de Manini, le Chinchilla, soit lui aussi revenu de Chine avec de la pacotille  
En juillet 1831, des tensions éclatent entre Manini et Takala : 150 Wallisiens menés par Takala débarquent à Nukuatea, mais le conflit est évité. « Marina décide alors de modifier le gouvernement de Wallis à son profit ». Reprochant aux Wallisiens le vol de marchandises, Manini et ses hommes pillent l'île d'Uvea. Rapidement, la situation dégénère en conflit armé. Cet épisode est connu dans l'histoire d'Uvea sous le nom de Te tau vaihi (la guerre des hawaïens). Manini et Takala, rassemblant une dizaine de canots et une soixantaine de pirogues, attaquent la résidence royale et réussissent à renverser le roi coutumier Soane-Patita Vaimua Lavelua Ier, occasionnant plusieurs morts. Outre un avantage en termes d'armement (fusils), Manini s'appuie sur les rivalités entre deux dynasties concurrentes, dans une période de forte instabilité politique dans le royaume d'Uvea. Takala est nommé roi (Lavelua) et le roi déchu est retenu prisonnier à Mu'a.
Rapidement, Manini impose le travail forcé et provoque l'hostilité de la population wallisienne. Fin janvier 1832, il est assassiné par un guerrier nommé Hua et la majorité des Hawaïens sont massacrés.